# José Alfredo Flores
José Alfredo Flores López (La Paz, 3 agosto 2003) è un calciatore boliviano, attaccante del Kryvbas in prestito dal The Strongest.

## Carriera

### Club
Cresciuto nel settore giovanile del The Strongest, ha debuttato tra i professionisti con questo club il 10 luglio 2021 nell'incontro di prima divisione boliviana vinto 3-1 contro il Real Potosí; dopo 28 presenze in campionato in tre anni (con anche la vittoria del torneo nel 2023, anno in cui ha anche esordito nelle competizioni CONMEBOL per club giocando 2 partite in Coppa Libertadores), nel 2024 è stato ceduto in prestito al Royal Pari dove ha trascorso un'ulteriore stagione nella prima divisione boliviana, segnando 6 reti in 34 incontri. Rientrato brevemente al The Strongest (con cui ha anche giocato un'ulteriore partita in Coppa Libertadores), il 5 agosto 2025 è passato in prestito al Kryvbas, club della prima divisione ucraina.

### Nazionale
Ha giocato con le nazionali giovanili boliviane Under-17 e Under-20; con quest'ultima nel 2023 ha inoltre anche preso parte al campionato sudamericano di categoria.

## Statistiche

### Presenze e reti nei club
Statistiche aggiornate al 11 agosto 2025.
| Stagione             | Squadra              | Campionato           | Campionato | Campionato | Coppe nazionali | Coppe nazionali | Coppe nazionali | Coppe continentali | Coppe continentali | Coppe continentali | Altre coppe | Altre coppe | Altre coppe | Totale | Totale | Totale |
| Stagione             | Squadra              | Comp                 | Pres       | Reti       | Comp            | Pres            | Reti            | Comp               | Pres               | Reti               | Comp        | Pres        | Reti        | Pres   | Reti   |        |
| -------------------- | -------------------- | -------------------- | ---------- | ---------- | --------------- | --------------- | --------------- | ------------------ | ------------------ | ------------------ | ----------- | ----------- | ----------- | ------ | ------ | ------ |
| 2021                 | The Strongest        | PD                   | 12         | 0          | -               | -               | -               | CL                 | 0                  | 0                  | -           | -           | -           | 12     | 0      |        |
| 2022                 | The Strongest        | PD                   | 9          | 0          | -               | -               | -               | CL+CS              | 0                  | 0                  | -           | -           | -           | 9      | 0      |        |
| 2023                 | The Strongest        | PD                   | 7          | 0          | CdL             | 5               | 0               | CL                 | 2                  | 0                  | -           | -           | -           | 14     | 0      |        |
| 2024                 | Royal Pari           | PD                   | 34         | 6          | -               | -               | -               | -                  | -                  | -                  | -           | -           | -           | 34     | 6      |        |
| gen.-ago.2025        | The Strongest        | PD                   | 6          | 2          | CB              | 1               | 0               | CL                 | 1                  | 0                  | -           | -           | -           | 8      | 2      |        |
| Totale The Strongest | Totale The Strongest | Totale The Strongest | 28         | 0          |                 | 5               | 0               |                    | 2                  | 0                  |             | -           | -           | 35     | 0      |        |
| ago.2025-2026        | Kryvbas              | PL                   | 0          | 0          | CU              | 0               | 0               | -                  | -                  | -                  | -           | -           | -           | 0      | 0      |        |
| Totale carriera      | Totale carriera      | Totale carriera      | 68         | 8          |                 | 6               | 0               |                    | 3                  | 0                  |             | -           | -           | 77     | 8      |        |

## Palmarès

### Club

#### Competizioni nazionali
- Campionato boliviano: 1

The Strongest: 2023